# Eucerin

Logo der Marke Eucerin

Eucerin ist eine geschützte Marke des Konzerns Beiersdorf AG. Verwendet wird sie seit den 1910ern für eine Hautpflegeserie, die von Beiersdorf als medizinische Hautpflege bezeichnet wird und auf bestimmte Funktionsstörungen und Krankheitsbilder (Seborrhö, Sebostase, Akne, Neurodermitis, Psoriasis) zugeschnitten sei. Auch umfasst das Eucerin-Sortiment aktuell neben Gesichts- und Körperpflege Produkte zum Sonnenschutz, für Kopfhaut und Haare und zur Körperreinigung. Im pharmazeutischen Bereich ist der Markenname Eucerin gebräuchlich für Wollwachsalkoholsalbe (Eucerinum anhydricum wasserfrei bzw. Eucerinum cum aqua wasserhaltig). Der Vertrieb erfolgt in Deutschland, Österreich und der Schweiz über Apotheken.

## Geschichte
1900 gelang es dem Chemiker Isaac Lifschütz, erstmals eine haltbare und geschmeidige Salbengrundlage mit Hilfe von Eucerit als Emulgator herzustellen, die den Namen Eucerin  bekam. 1902 erhielt Lifschütz das Patent für seine Entwicklung. Im Jahr 1911 erwarb Oscar Troplowitz, der Inhaber der Beiersdorf AG, die Patentrechte, und brachte ein paar Jahre später die ersten Eucerin-Produkte (Jodcreme, Streupuder) in den Handel. 1950 kam die pH5-Eucerin-Salbe hinzu, die den natürlichen Säureschutzmantel der Haut erhalten sollte.
1976 begann das Unternehmen mit der Produktion von Lotionen für die medizinische Ganzkörperpflege. In den 1990er Jahren folgte die Pflegeserie Laceran mit Harnstoff für sehr trockene Haut (heute heißt sie ebenfalls Eucerin). Seit 1996 gibt es auch Gesichtspflegeprodukte.
2019 ermittelte eine Online-Umfrage des Marktforschungsunternehmens Infas, dass Eucerin in Deutschland die drittbekannteste dermatologische Marke (hinter Nivea und Bepanthen) ist.